# 圣莱热德巴尔松
圣莱热德巴尔松（法語：Saint-Léger-de-Balson，法語發音：[sɛ̃ leʒe də balsɔ̃]）是法国吉伦特省的一个市镇，属于朗贡区。

## 地理
圣莱热德巴尔松（44°25'55"N, 0°27'57"W）面积38.04 平方千米，位于法国新阿基坦大区吉倫特省，该省份为法国西南部沿海省份，是法國本土面积最大的省，北起滨海夏朗德省，西临大西洋，南至朗德省，东南接洛特-加龍省，东临多爾多涅省。
与圣莱热德巴尔松接壤的市镇（或旧市镇、城区）包括：巴利扎克、布里代、普雷沙克、圣桑福里安、维朗德罗。

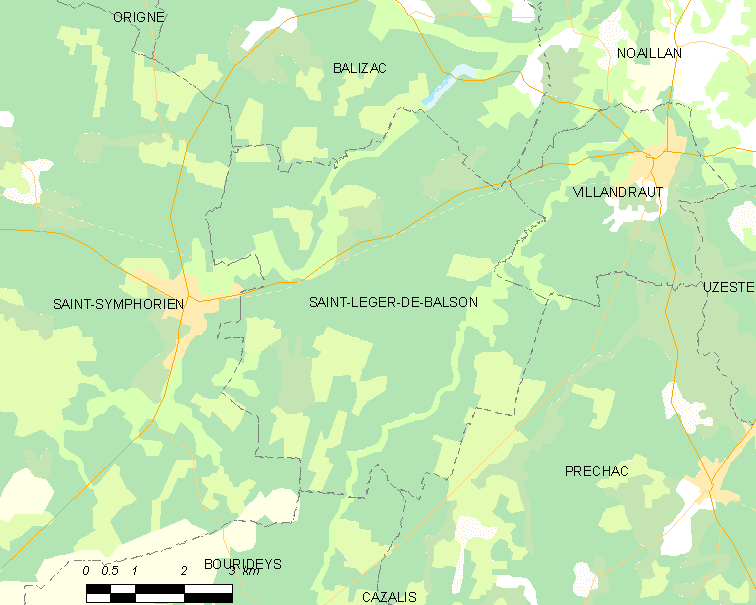
圣莱热德巴尔松的OSM定位图

圣莱热德巴尔松的时区为UTC+01:00、UTC+02:00（夏令时）。

## 行政
圣莱热德巴尔松的邮政编码为33113，INSEE市镇编码为33429。

## 政治
圣莱热德巴尔松所属的省级选区为砂砾荒原县。

## 人口

1962-2008年间圣莱热德巴尔松人口变化图示

圣莱热德巴尔松于2022年1月1日时的人口数量为316人。